# Achille Anani
Achille Anani, né le 27 décembre 1994 à Aboisso-Comoé, est un footballeur ivoirien qui évolue au poste d'attaquant à l’US Quevilly Rouen Métropole.

## Biographie

### Débuts à l'Olympique de Marseille
Achille Anani débarque en France très tôt et découvre le football à Aubervilliers. À l’âge de seize ans, il est repéré par l’Olympique de Marseille et intègre le centre de formation de la cité phocéenne. Les débuts sont compliqués pour le jeune joueur qui se retrouve loin de ses proches mais sa force de caractère lui permet de faire quelques apparitions à l’entraînement du groupe pro. Il joue son premier match amical avec l'équipe première en 2012 contre le FC Sion puis un second la saison suivante.

### Passage à l'étranger puis en amateur
Mais l’OM décide ne pas le conserver, et il prend la direction du Dinamo Vranje en deuxième division serbe. Malheureusement pour lui l’expérience est de courte durée et le jeune ivoirien retourne en France après seulement sept matchs et deux buts.
Après avoir envisagé de faire une croix définitive sur le football, Achille Anani raconte qu'avoir découvert la foi va changer sa vie. Il signe alors à l'Aubagne FC en National 3, la cinquième division française pour une saison puis à l’US Marseille Endoume, dans la même division. Pour sa première saison d'adaptation, il joue régulièrement et participe au titre et à la montée du club en National 2. Lors de la saison 2018-2019, Achille finit deuxième meilleur buteur de National 2 avec seize buts dont trois triplés contre Hyères FC et contre les équipes réserves de l'OGC Nice et de son club formateur de l'Olympique de Marseille.

### Carrière professionnelle
Il s'engage en faveur de Bourg-Péronnas en National, troisième division française. L’attaquant confirme et devient meilleur buteur du championnat, en inscrivant seize buts en vingt-huit matchs avant l’arrêt du championnat due à la pandémie de Covid-19. Auteur d'une saison prolifique, il s'offre deux triplés lors d'une victoire quatre à zéro contre Le Puy Foot et une victoire quatre à trois contre l'USL Dunkerque.
La saison suivante, il signe un contrat de trois ans avec le Grenoble Foot 38, pensionnaire de Ligue 2. Depuis 2017, Anani aura gravit les échelons chaque saison passant de la cinquième à la deuxième division française. Il marque son premier but sous ses nouvelles couleurs dès la deuxième journée de championnat contre le Toulouse FC avant d'offrir une passe décisive à Willy Semedo lors d'une victoire cinq buts à trois. Pour sa première saison en Ligue 2, il prend part à trente-sept rencontres et marque sept buts. Après une première saison encourageante, il ne confirme pas lors de sa seconde saison au club avec cinq buts en trente-deux matchs de championnat et il quitte le club pour rejoindre le Red Star qui évolue en National 1.
Lors de sa deuxième saison au Red Star, le club termine champion de National et est promu en Ligue 2. De retour en Ligue 2, il ne prend part qu'à deux matchs en première partie de saison avant d'être prêté en janvier au FC Villefranche Beaujolais reléguable en National.
De retour de prêt à l’intersaison 2025, Achille Anani participe à la préparation et au début de saison du Red Star. Mais le 19 août 2025, le club audonien et son attaquant conviennent d’une fin de contrat. Le même jour, Anani s’engage du côté de QRM, club de National.

## Statistiques
Le tableau ci-dessous retrace la carrière de Achille Anani depuis ses débuts :

| Saison                | Club                              | Championnat           | Championnat | Championnat | Coupe(s) nationale(s) | Coupe(s) nationale(s) | Barrages | Barrages | Total | Total |
| Saison                | Club                              | Division              | M.          | B.          | M.                    | B.                    | M.       | B.       | M.    | B.    |
| 2015-2016             | FK Dinamo Vranje                  | Prva Liga             | 7           | 2           | -                     | -                     | -        | -        | 7     | 2     |
| 2016-2017             | Aubagne FC                        | National 3            | 9           | 1           | -                     | -                     | -        | -        | 9     | 1     |
| 2017-2018             | Aubagne FC                        | National 3            | 4           | 0           | 2                     | 0                     | -        | -        | 6     | 0     |
| Sous-total            | Sous-total                        | Sous-total            | 13          | 1           | 2                     | 0                     | -        | -        | 15    | 1     |
| 2017-2018             | US Endoume                        | National 3            | 18          | 9           | 1                     | 1                     | -        | -        | 19    | 10    |
| 2018-2019             | US Endoume                        | National 2            | 28          | 16          | -                     | -                     | -        | -        | 28    | 16    |
| Sous-total            | Sous-total                        | Sous-total            | 46          | 25          | 1                     | 1                     | -        | -        | 47    | 26    |
| 2019-2020             | FC Bourg-en-Bresse                | National              | 23          | 16          | 6                     | 3                     | -        | -        | 29    | 19    |
| 2020-2021             | Grenoble Foot 38                  | Ligue 2               | 37          | 7           | 2                     | 0                     | 2        | 1        | 41    | 8     |
| 2021-2022             | Grenoble Foot 38                  | Ligue 2               | 32          | 5           | 2                     | 1                     | -        | -        | 34    | 6     |
| Sous-total            | Sous-total                        | Sous-total            | 69          | 12          | 4                     | 1                     | 2        | 1        | 75    | 14    |
| 2022-2023             | Red Star                          | National              | 11          | 1           | 1                     | 0                     | -        | -        | 12    | 1     |
| 2023-2024             | Red Star                          | National              | 28          | 6           | 3                     | 1                     | -        | -        | 31    | 7     |
| 2024-2025             | Red Star                          | Ligue 2               | 2           | 0           | -                     | -                     | -        | -        | 2     | 0     |
| Sous-total            | Sous-total                        | Sous-total            | 41          | 7           | 4                     | 1                     | -        | -        | 45    | 8     |
| 2024-2025             | FC Villefranche Beaujolais (prêt) | National              | 14          | 0           | -                     | -                     | -        | -        | 14    | 0     |
| Total sur la carrière | Total sur la carrière             | Total sur la carrière | 213         | 63          | 17                    | 6                     | 2        | 1        | 232   | 70    |

## Palmarès

### En club
| Red Star FC (1) - National (1) : - Champion : 2024 | US Endoume (1) - National 3 (1) : - Champion : 2024 |

### Distinctions individuels
Il est meilleur buteur du championnat de National en 2020 alors qu'il évolue au FC Bourg-en-Bresse.